# 中国人民解放军第五十一军
中国人民解放军第五十一军是1949年5月国民革命军张轸部在湖北省金口起义后改编成为中国人民解放军的一个军。

## 历史
1947年8月武汉行辕（主任程潜）在河南信阳设立前进指挥所（指挥官张轸），指挥14个师、4个独立旅，对抗千里跃进大别山的刘邓大军。1947年11月改编为第五绥靖区。1949年4月改编为第十九兵团，下辖第一二七军（兵团副司令兼军长赵子立）和第一二八军，主体为收编的10个河南省地方保安旅、豫南的土匪，还有一批南下逃难的青年学生，共4万人，部队装备差，纪律坏。1949年5月15日拂晓，华中剿总副司令、河南省政府主席、兼第五绥靖区司令张轸、政工处长张了且、军需处长张鉴古率所属河南省政府一部、第五绥靖区司令部一部，所辖第一二八军（军长辛少亭）及第312、第313、第314，兵团独立第309师，共2.5万余人，在湖北省贺胜桥、山坡、金口等地通电起义。5月15日上午张玉龙、张继烈两个师与桂系第七军的2个团在马鞍山一带发生激战；辛少亭指挥部队阻击第七军的1个师和湖北省保安旅2个团向金口的进攻。张轸部金口起义，配合了四野先遣兵团主力在武汉下游团风渡过长江从金牛直插贺胜桥、江汉军区独立第一旅从武汉上游向汉阳推进，破坏了白崇禧原定的武汉撤退计划，放弃武汉迅速南退，从而使武汉三镇未及被破坏于16日、17日被解放军进占。驻汉阳县三羊头（今属奓山街道）的湖北省保安旅独立支队陈必祥部千余人，经张尹人动员后起义，编为鲍汝澧师为1个团。
起义后，5月21日张轸发表致毛泽东、朱德的起义电。周恩来、林伯渠、叶剑英及民革中央主席李济深等也发出对张轸起义的贺电。第四野战军司令员林彪、副政治委员谭政、参谋长萧克、副参谋长赵尔陆、政洽部主任陶铸、政治部组织部长杜平在汉口宴请张轸等起义将领。5月25日，中共中央军委毛泽东致电华中局、四野第12兵团司令员兼政委萧劲光、第12兵团第一副司令员兼第45军军长陈伯钧等，对张轸部按起义部队待遇加以改编作出了具体指示。

“（一）萧、陈22日电，林、萧二十三日电均悉。

（二）张轸部应照曾泽生、吴化文那样，以起义部队待遇。

（三）目前如金口、嘉鱼一带适宜，即可就地整训听候改编；如金口、嘉鱼一带无粮，请你们考虑是否可令其开至江汉军区就粮，并便利争取及改编。

（四）张轸和我们接洽己久，其部队是河南保安部队编成的，是否还有一部分湖北地方武装在内不明，此种部队集中归我改编是对我有利的，故应对张轸及其部属采取欢迎态度。此点请通知湖北地方。

（五）张部目前短期暂用原来名义，由你们召集李先念、王宏坤、王树声诸同志会商，由十纵、十二纵抽出一、二个师与张轸合编为一个军，张轸任军长，杨焕民为副军长，按照改造曾泽生、吴化文等部的方法加以改造。

（六）张部粮食、经费照我军待遇。

（七）以上各点由华中局考虑决定实行。

（八）请萧、陈告知张轸，他给中央电报已收到，他的行动我们认为满意，希望他告诫部属坚决站在人民方面，将所部改造为人民解放军，并问张轸他与程潜是否有电台联系，或有其他通讯方法叫程潜率部起义，配合我军行动。”

6月初该部移驻湖北省汉川、马口、京沟等地。6月16日毛泽东和朱德联名回贺电：“国民党残余力量中凡属有爱国心的将领如贵将军一流人物，愿意率部脱离反革命营垒，加入人民解放军方面者，我们均表欢迎。他们过去的罪责，将因他们的有益于人民事业的行为而获得宽恕。”
部队在汉川驻训，依据中央军委的指示，7月24日四野战字第73号命令：“着张轸部改编为中国人民解放军第五十一军”，辖两个师。1949年8月1日在汉川县西门内个广场举行了中央军委命名中国人民解放军第五十一军并授予军旗大会。8月20日开始以“人民军队”为内容的整训。到11月部队基本稳定，该军此时有9120人，其中从解放军调来320名干部：军干4人、师干7人、团干30人、营连261人。该军隶属第四野战军工兵司令部建制。由于汉川遭到严重洪灾，1949年11月中南军区把第五十一军移驻大冶县，开展持续半年的民主教育运动、大生产运动、土改“挖苦根”运动，对起义军官即使被揭露出严重问题，仍按照起义人员“既往不咎”的政策执行。1950年9月24日中南军区发布命令撤销第五十一军番号，10月2日开始执行。部分部队编给炮兵参加了抗美援朝。
- 第五十一军军部：以第五绥区司令部为主改编。军长张轸、政治委员杨春甫（第四十八军副政委兼政治部主任、武汉市军管会副秘书长），第一副军长杨焕民（江汉军区第一军分区司令员、大冶军分区司令员），第二副军长辛少亭，副政治委员兼政治部主任罗通（湖北军区独立二师政委兼恩施地委书记），参谋长王亢（第四十八军参谋长），副参谋长裴毓华（原第一二八军参谋长），政治部秘书长张了且、副秘书长张尹人（张轸的女婿，潢川中学校长）。1950年10月撤销番号后，军部的一部分调编入中南军区空军，部分调编入湖北军区。张轸出任湖北军区副司令员，辛少亭任湖北省政府参事室主任，裴毓华任湖北省政府参事。张了且调任湖北军区军政干校教育长，张尹人任湖北军区军政干校副教育长。
- 军直警卫营
- 第211师：起义部队第309涂建堂、第312张玉龙两师合编。师长涂建堂，政治委员冷裕光、副师长张玉龙（张轸的外甥）、万宝魁，副政治委员兼政治部主任赵秉伦。第632团副团长张国栋（原国民党叶县保安团长）率老部下4个连叛乱。1950年10月撤销番号后，第211师合编入黄冈军分区，涂建堂任黄冈军分区副司令员，张玉龙调任江西省政府参事。
- 第212师：起义部队第311鲍汝澧、第314张继烈两师合编。师长鲍汝澧，政治委员杨劲、副师长张继烈（黄埔四期，张轸的侄子），副政治委员兼政治部主任尤正纲。1950年10月撤销番号后，第212师合编入大冶军分区，鲍汝澧任大冶军分区副司令员，张继烈调任湖北省政府参事。
- 军官教导队：组建第五十一军时编余下200名军官，驻蔡甸，由汉口高级步兵学校负责教育。
- 青年训练队：随起义前的张轸部南逃的学生约200人，其中30余名女生，编成青训队。培训一段时间后分配地方工作。再以青训队机构扩编为第五十一军军政干部学校，将营连两级起义干部除了个别表现很好的外全部抽调集训；班排干部中较坏的、士兵中隐藏的旧军官、表现反动的士兵也抽调集训。大队长黎玉，政治委员王文正。